# オーロラ作戦
オーロラ作戦（オーロラさくせん、英 Operation Aurora）は、中華人民共和国のElderwoodグループ等によって遂行された一連のサイバー攻撃（APT攻撃）である。
被害にあった企業の中でGoogleが最初に（2010年1月12日に）公表した。
当時、Internet Explorerについて未公表であった脆弱性が攻略され、いわゆるゼロデイ（Zero-day、脆弱性が確認されてからそれが解決されるまでの期間）の状況にあった。

## 経緯
2010年1月12日にGoogleが、この一連の攻撃について最初に公表した。
この攻撃は、同社のみを標的としたものではなく、少なくとも20社の大企業を標的としたものであることが判明し、
人権活動家のGmailアカウントにアクセスすることを主要目的としていたことを示唆する証拠があるという。
また、同社は今回の調査結果等を受けて中国からの撤退を示唆した。
同日（2010年1月12日）、アドビシステムズも、この攻撃について調査中である旨を公表した。
同日（2010年1月12日）、アメリカ国務長官のヒラリー・クリントンは、簡潔な声明を発行した。
2010年1月14日、当初、未公表であったInternet Explorerについての脆弱性（979352）の情報がマイクロソフトから公表された。
この脆弱性については2009年の9月に把握されていたという。
2010年1月16日、マカフィーは、一連の攻撃にはInternet Explorerにある脆弱性を攻略するものが含まれていることを公表した。
2010年1月21日、アメリカ国務長官のヒラリー・クリントンはワシントンD.C.において演説し、Googleのサービスがサイバー攻撃を受けたとされる問題について「中国当局は徹底的に調査するべき」と主張したという。
2010年3月3日にマカフィーは、一連の攻撃の教訓をまとめた白書を公表し、この中でソースコードのバージョン管理システムPerforceも攻略されたことを示した。
2010年3月22日、Googleは中国本土で展開するネット検索サービスから撤退し、以降、中国からのアクセスについてはGoogle香港のサイトに転送する方針を明らかにした。

## 攻撃についての分析
Googleに対する攻撃は、2009年12月15日に開始されたようである。ただし、それ以前から開始されていた懸念もある。
Internet Explorerにあった脆弱性（CVE-2010-0249）が攻略され、複数種のバックドア型トロイの木馬が設置された。
APT攻撃に発展し、Gmailのアカウントにアクセスし、ソースコードのバージョン管理に用いられていたPerforceも攻略された。
2010年1月4日にバックドアの通信相手となるC&Cサーバがシャットダウンされて終了した。